# GitHub
GitHub是一个在线软件源代码托管服务平台，用于公开程序或软件的代码。使用Git作为版本控制软件，由开发者克里斯·汪斯崔斯、P·J·海特和汤姆·普雷斯顿·沃纳使用Ruby on Rails编写而成。在2018年，GitHub被微软公司收购。
GitHub同时提供付费账户和免费账户。这两种账户都可以建立公开或私有的代码仓库，但付费用户拥有更多功能。根据在2009年的Git用户调查，GitHub是最流行的Git存取站点。除了允许个人和组织建立和存取保管中的代码以外，它也提供了一些方便社会化共同软件开发的功能，即一般人口中的社群功能，包括允许用户追蹤其他用户、组织、软件库的动态，对软件代码的改动和bug提出评论等。GitHub也提供了图表功能，用于概觀显示开发者们怎样在代码库上工作以及软件的开发活跃程度。
截至2022年6月，GitHub已经有超过5700万注册用户和1.9亿代码库（包括至少2800万开源代码库），事实上已经成为了世界上最大的代码托管网站和开源社区。截至2023年1月26日，已经有超过1亿开发人员使用GitHub。

## 服务

### GitHub
GitHub平台于2007年10月1日开始开发。网站于2008年2月以beta版本开始上线，4月份正式上线。

GitHub里面的项目可以透過标准的Git命令进行访问和操作。同时，所有的Git命令都可以用到GitHub项目上面。GitHub开发了针对Microsoft Windows和macOS操作系统的桌面客户端。此外，也可以使用第三方插件来实现Git功能。
网站提供了一系列社交网络具有的功能，例如标星／讚（star）、关注（follow）、评论。用户可以透過複刻（fork）他人项目的形式参与开发，并可透過协作示意图来查看有多少开发者参与了开发并追踪最新的複刻版本。此外网站还有Wiki（透過一个名为 gollum 的软件实现）等功能。
GitHub同时允许注册用户和非注册用户在网页中浏览项目，也可以以ZIP格式打包下载。但是用户必须注册登录一个账号才能讨论、创建并编辑项目、参与他人的项目和代码审查。
GitHub支持建立不限数量的公开仓库，已付费用户可以建立私有仓库。2019年1月7日，GitHub宣布免费用户也可以建立私有仓库，私有仓库数量不限但每个仓库最多指定三个合作者。2020年4月14日，GitHub宣布进一步开放核心功能，取消私有仓库合作者数量限制，并降低了收费账号费用。
GitHub, Inc. 原本是扁平化的組織架構，沒有中階主管，而依賴於員工的自我管理能力。員工可以自由選擇有興趣的專案開發(自由分派)，但是薪水由執行長訂定。
在2014年，GitHub新增了一層中階主管來應對關於高階主管的嚴重騷擾指控。針對此事件，執行長Tom Preston-Werner辭職。

#### 开发语言
GitHub系统由GitHub公司的开发者Chris Wanstrath开发。系统采用了Ruby on Rails和Erlang作为后端。

#### 主要功能
GitHub通常用于软件开发。GitHub还支持以下格式和功能：
- 文档：包括自动生成的、采用类Markdown语言的Readme文件（称作GitHub Flavored Markdown, GFM）。
- 问题追踪系统（同时可用于功能需求）
- Wiki
- GitHub Pages支持用户透過软件仓库建立静态网站或静态博客（透過一个名为Jekyll的軟體实现，但是也支持采用诸如 Hexo 等其他博客引擎搭建）。
- 任务列表
- 甘特图
- 可视化的地理位置分析
- 预览3D渲染文件[16]。预览功能通过WebGL和Three.js实现。
- 预览Adobe Photoshop的PSD文件，甚至可以比较同一文件的不同版本。

#### 仓库许可证
GitHub的许可条款并不要求公有仓库满足自由软件标准。在建立软件仓库时，GitHub会询问用户准备采取的软件许可证，此外用户也可以使用自己的许可证。

### GitHub Enterprise
GitHub Enterprise和GitHub的服务类似，不过它为大型企业的开发团队量身定制，并可提供自托管版本服务器软件。

### GitHub Pages
GitHub Pages是GitHub提供的一个网页寄存服务，可以用于存放静态网页，包括博客、项目文档甚至整本书。一般GitHub Pages的网站使用github.io的子域名，但是用户也可以使用第三方域名。Github Pages以开源仓库公开静态网页源代码，可在仓库->设置->Code and automation里设置， https://github.com/ （页面存档备份，存于）<用户名>/<仓库名>/settings/pages。

### Gist
GitHub提供一个粘贴箱风格的站点GitHub Gist。
Tom Preston-Werner于2008年开发了Gist功能。Gist继承了粘贴箱的观念，此外还添加了版本控制、复刻、SSL加密等功能。因为代码片段也是Git仓库，所以单个代码片段可以容纳多个文件，并且可以通过Git进行操作。因此Gist更像一个小型项目。
2014年11月2日，Gist在中国大陆被防火长城屏蔽，无法正常访问。

### Student Developer Pack
GitHub与Algolia、Microsoft Azure、Bitnami、Crowdflower、DigitalOcean、DNSimple、GitKraken、Heroku、HackHands、JetBrains、Namecheap、Name.com、Orchestrate、Screenhero、SendGrid、Stripe、Travis CI和虚幻引擎等共同合作，于2014年10月7日发起了一个名为GitHub学生开发者套装的项目。该项目为学生提供了一些免费的开发工具和服务。

### GitHub Copilot Chat
GitHub Copilot Chat是微软公司在GitHub上根据MIT许可开源的AI聊天工具，为代码编写提供帮助。Copilot Chat最早被设计为在VS Code中部署的插件，现也接入GitHub使用。

## 使用GitHub的项目
許多知名程式庫、開發框架都採用GitHub作為为主版本控制平台，其中包括：
- Avogadro[24][25]
- Blueprint CSS框架
- BlogBridge（英语：BlogBridge）
- Bootstrap
- Capistrano（英语：Capistrano）
- CyanogenMod
- Cicada language （页面存档备份，存于）
- Clojure
- Dada Mail（英语：Dada Mail）
- Erlang
- Eureka Streams（英语：Eureka Streams）
- GNU Smalltalk
- OpenFrameworks（英语：OpenFrameworks）
- Haml
- jQuery[26]
- JUnit
- Lift
- Linux Mint[27][28]
- Merb（英语：Merb）
- Mono[29][30]
- MooTools（英语：MooTools）
- Penumbra: Overture [31][32]
- Perl[33][34]
- PHP
- phpBB[35]
- Prey Project[36]
- Prototype JavaScript框架
- Python
- RSpec（英语：RSpec）
- Rubinius（英语：Rubinius）
- Ruby
- Ruby on Rails[37][38]
- Rust
- script.aculo.us（英语：script.aculo.us）
- Sinatra[39]
- SproutCore（英语：SproutCore）[40]
- Symfony
- WikiTrust（英语：WikiTrust）[41]
- Kodi
- 雅虎UI库
- Yaws
- youtube-dl

## 统计
GitHub于2008年2月运行。
在2009年2月24日通过雅虎进行的一次采访中，GitHub队伍成员们宣布在GitHub运行的第一年，有共计46,000个公共版本库，它们中有17,000个是于最近一个月内创建的。当时，大概有6,200个版本库被派生（fork）至少一次，有4,600被合并。在另一个在2009年6月27日通过雅虎的采访中，Tom Preston-Werner宣布版本库数量已经提升到了90,000唯一性公共版本库，有12,000个版本库被派生（fork）至少一次，总共有135,000个版本库。
在2010年6月，GitHub宣布它现在已经可提供1百万项目，它们中的60%是完整的版本库，但仍然有40%是“gist”或代码片段。2011年4月，GitHub宣称存放的代码库数量已达到2百万个。2013年4月，GitHub用户数达到350万，代码库数量达到6百万个。

## 融资
- 2012年，GitHub从Andreessen Horowitz筹集了1亿美元的资金，估值为7.5亿美元[46]。
- 2015年7月29日，GitHub表示已在红杉资本（Sequoia Capital）领投的一轮融资中筹集了2.5亿美元。 那一轮的其他投资者包括Andreessen Horowitz，Thrive Capital和IVP（机构风险合伙人）。该轮融资对公司的估值约为20亿美元。[46]
- 2018年6月4日，微软宣布有意以75亿美元的价格收购GitHub。 该交易于2018年10月26日完成。GitHub继续作为社区，平台和业务独立运作。在Microsoft的领导下，该服务由Xamarin的Nat Friedman领导，并向Microsoft Cloud和AI执行副总裁Scott Guthrie汇报。 GitHub的首席执行官Chris Wanstrath被保留为“技术研究员”，并向Guthrie汇报。[46]

## 事件

### 对GitHub的封锁
GitHub曾在中国、俄罗斯和印度等国被审查和封锁，雖然此網站是單純的技術社群一般較少具政治敏感訊息的議題，但相關代碼可用於開發突破网络审查等線上隱蔽軟體或者中间件；同时因其具有较方便的协作功能特性，因此有部分用于非代码的政治诉求或敏感内容，因此相关政府要求对于该种信息进行管制。GitHub在收到政府对某一仓库的管制请求时，会将公文公开在官方仓库github/gov-takedowns（页面存档备份，存于）。
- 2013年1月20日，中国大陆政府的防火長城利用域名污染和關鍵詞過濾等手段封鎖GitHub[48][49]。23日，GitHub被解封，事件平息。
- 2013年1月26日，有中国大陆的用户在访问GitHub时发现证书无效，经检查发现，GitHub的证书变为了一自签署的X.509证书，生成时间为2013年1月25日14时29分12秒，有效期一年，故有人推测GitHub疑似遭到了中间人攻击。攻击持续了约一个小时后停止，访问恢复正常。[50][51]
- 2014年12月3日，GitHub因用户发布自杀教学内容而被俄罗斯封锁。[52]
- 2014年12月31日，GitHub等32个网站因用户发布的伊斯兰国相关内容而被印度封锁[53]。2015年1月10日，GitHub被解封，但2015年9月12日GitHub在整个印度又被封锁。
- 2015年3月26日，GitHub遭受了GitHub历史上最严重的阻斷服務攻擊[54]。GitHub堅信攻擊者的目的在於迫使GitHub刪除特定類型的內容。[54]截止29日，攻击者共使用了四種DDoS攻擊技術[55]。攻击于31日停止。外界有人傳聞這是中國政府所為，但中国政府予以否认[56][57]。该攻击工具也被称为“大炮”。
- 2015年8月，中國政府進一步收緊對網際網路的控制。22日翻牆軟體Shadowsocks作者迫於警方壓力刪除項目。25日，翻牆軟體GoAgent作者自行刪除自己的代碼。同一天GitHub再次遭到來自中國大陸的DDoS攻擊[58][59]。部分开发者认为此次攻击与中国政府有关。[60]
- 2016年2月29日，編程隨想的博客在Github上發佈了《趙家人》專案，整理出据称为中国大陆权贵阶层包括130多个家族、700多人的资料和关系网络。其中在6月8日，中国网络空间安全协会致信GitHub，称该项目下的一个issue（页面存档备份，存于）诽谤中华人民共和国最高领导人习近平有谋杀嫌疑，要求立刻删除。这个题为“習近平有重大殺人嫌疑！”的issue列举了16条指控习近平犯下谋杀罪行的理由，在2020年2月已有2000个以上的评论，至今仍然保持开放。该issue的作者用户名为CMB-news，可疑的是其于Github上的个人主页（页面存档备份，存于）显示该用户仅在2016年做出了数个不含任何代码的编辑，此后便无活动，亦未见其与项目zhao的正式关联。3天后GitHub公开了这封信（页面存档备份，存于）。这是GitHub收到的第一个来自代表中国大陆官方的请求[61]。
- 2020年3月26日，中国大陆多地用户访问GitHub Pages时发现遭遇中间人攻击，证书变为一张通过私人QQ邮箱自签名的证书，生成时间为2019年9月26日。部分地区遭受攻击数小时后停止[62]，但也有部分地区持续遭受攻击1-2天且证书变为了另一张使用MyMail自签名的证书[63]。DNSMon系统的证书信息顯示同一时间京东等網站也遭到了相同攻击[64]，尚无证据证明此次事件与审查有关。[65]
- 2021年2月末至今[66]，中国大陆开始对 *.github.com，以及raw.githubusercontent.com的域名进行“间歇性”的屏蔽。

### GitHub限制用戶與專案
- 2019年5月，GitHub更新了用户协议，表明GitHub的产品和服务适用于美国出口管制法律[67]。
- 2019年7月起，GitHub基于美国出口管理条例，开始对伊朗、叙利亚和克里米亚的私人repo和付费账户实施限制[68][69][70]，2020年4月起一個名為Aurelia的軟體代碼被GitHub封鎖引起較大紛爭，其理由為參與的兩個志願者為伊朗人，引起該程式諸多志願者不滿並於硅谷的「 黑客新闻 」论坛大舉批判，後續GitHub改變作法重新啟動Aurelia頁面但封鎖兩個伊朗人帳號，之前並發生過一名為Hamed Saeed的開發者已經移民芬蘭多年但祖籍為伊朗而被封鎖的事件[71]。此事件引發一個後續討論，美國訂定的制裁他國法案僅限於不讓特定外國人使用美國技術，然而GitHub上的技術是各國志願者撰寫並無償分享，並非美國購買有版權的所有物[72]，其中也包含伊朗程式員也就是其實有伊朗的技術，美國無權拿不屬於自己的東西制裁別人甚至「拿伊朗的技術制裁伊朗」。GitHub最后在爭議下覺得有所理虧而改變作法，被封禁的用户可以下載回自己的作品，但依然不能在社区里查看代码。[73][74]
- 2020年10月23日，美国唱片业协会（RIAA）根据《数字千年著作权法案》（DMCA）向GitHub发布了删除通知，其中要求删除youtube-dl及其分支。GitHub接受了请求，移除了该项目。2020年11月16日，电子前哨基金会正式向GitHub发送了一份质疑移除请求的信，澄清了该软件并没有规避任何著作权保护措施[75]。随后GitHub恢复了该存储库。GitHub还在官方博客中宣布，未来将由技术和法律专家组成的团队逐项审查所有涉及《数字千年著作权法案》第1201节的移除请求。[76]

### 著作權爭議
2022年6月，軟體自由保護組織呼籲開發者「放棄GitHub」，原因是他們相信GitHub Copilot的訓練過程涉及著作權爭議。

## 趣聞
因GitHub開源社群性別嚴重失衡，男性群體高達95%以上，故GitHub常被網友們戲稱為「GayHub」、「全球最大同性交友網站」。